# مایکل رزوچک
مایکل رزوچک (انگلیسی: Michael Rzehaczek؛ زادهٔ ۱۷ ژانویهٔ ۱۹۶۷) بازیکن فوتبال اهل آلمان است.
از باشگاه‌هایی که در آن بازی کرده‌است می‌توان به باشگاه فوتبال بوخوم اشاره کرد.